# ローゼンベルク (バーデン)
ローゼンベルク (ドイツ語: Rosenberg, ドイツ語発音: [ˈroːz̩nbɛrk]) はドイツ連邦共和国バーデン＝ヴュルテンベルク州ネッカー＝オーデンヴァルト郡に属す町村（以下、本項では便宜上「町」と記述する）。モースバッハの北東約26kmに位置する。

## 地理
ローゼンベルクはバウラント地方の石灰岩質の丘陵地に位置し、1/3が森に覆われている。町域をキルナウ川が流れている。

### 自治体の構成
ローゼンベルクは、ブロンナッカー、ヒルシュランデン、ローゼンベルク、ジンドルスハイムの4地区からなる。

## 歴史
ローゼンベルクは1251年に初めて文献に記録されている。13世紀の末にこの村はヴュルツブルク司教領となった。レーエンとしてローゼンベルク家に、1632年にこの家が断絶するとハッツフェルト家に与えられた。1682年にこの村は、ドイツ騎士団の管理下に置かれた。50年後にレーヴェンシュタイン＝ヴェルトハイム侯が領主となった。帝国代表者会議主要決議に基づく陪臣化の枠組に従い、1803年にローゼンベルクはライニンゲン侯領となった。1806年のライン同盟に基づきライニンゲン侯領が廃止されると、この村はバーデン大公領となった。
1971年にブロンナッカーが合併した。1972年にヒルシュランデンとジンドルスハイムが合併した。1973年に、この町はブーヒェン郡に属した。1973年にブーヒェン郡とモースバッハ郡が合併し、現在のネッカー＝オーデンヴァルト郡が成立した。

### 宗教
上級の領主がヴュルツブルク司教であったにもかかわらず、ローゼンベルク家がレーエン領主であった1558年に宗教改革がもたらされた。その後、ローマ・カトリックのハッツフェルト家がレーエン領主となった後も、この村はプロテスタントのままであった。現在この町にはプロテスタントとカトリックがほぼ同数住んでいる。
ヒルシュランデンは、バーデン・プロテスタント地方教会のアーデルハイム＝ボックスベルク教会管区の本部所在地である。

## 行政

### 紋章
斜め二分割。左上は金（黄色）地に、金の芯に赤いバラ。右下は赤地に8本スポークの金（黄色）の輪。
バーデン家の色に配色された紋章には、町の名前に因んだ図柄と歴史的な領主家の紋章が描かれている。ローゼンベルク家の紋章のクレストと、ヴェルトハイム侯領の紋章が組み合わされている。輪は、ジンドルスハイムのレーエン領主であったマインツ大司教を示す。

## 経済と社会資本

### 交通
ローゼンベルクはアウトバーンA81号線（ハイルブロン - ヴュルツブルク）沿いに位置し、オスターブルケン・インターチェンジを利用する。また、B292号線（バート・シェーンボルン - ラウダ＝ケーニヒスホーフェン）がローゼンベルクを通って走っている。
ローゼンベルクには、フランケン鉄道（シュトゥットガルト - ヴュルツブルク）の駅がある。ヒルシュランデンの駅は80年代中頃から廃止されている。

### 地元企業
- ゲトラグ: 自動車部品メーカー

## 人物
- オットー・ゲーリヒ（1885年 - 1944年）政治家（中央党）、帝国議会議員、州議会議員。ブーヒェンヴァルト強制収容所で死亡。
- グスタフ・アドルフ・シェール（1907年 - 1979年）ドイツ国家社会主義者

## 引用
1. ↑  Statistisches Landesamt Baden-Württemberg – Bevölkerung nach Nationalität und Geschlecht am 31. Dezember 2023 (CSV-Datei)
2. ↑  Max Mangold, ed (2005). Duden, Aussprachewörterbuch (6 ed.). Dudenverl. p. 684. ISBN 978-3-411-04066-7